# ХГЦО19
ХГЦ019 (енгл. 'HGCO19') је кандидат за вакцину против ковида 19 заснован на мРНК коју су развили  Gennova Biopharmaceuticals и HDT Bio Corp. уз активну подршку Националног института за здравље у оквиру The Indo-US Vaccine Action Program (VAP) и Одељења за биотехнологију, Индија.

## Клиничка испитивања
Фаза I испитивања почела је у фебруару 2021. године након добијања дозволе од Генералног контролора за лекове Индије (ДГЦИ), како би се проценила безбедност и имуногеност кандидата за вакцину код групе од око 120 учесника (добровољаца)  старосни од 18 до 70  године.
Потом је планирано да се испитивања настави фазом II скоја би била спроведена са 500 добровољаца старости од 18 до 70  године.
Дана 24. августа 2021. године, генерални контролор за лекове Индије дао је одобрење за испитивање фазе II/III након што је утврђено да је досадашње испитивање током  фазе I  било безбедно, подношљиво и имуногено.

## Економија
Компанија је добила средства од   ₹250 crore  (око 33,5 милиона америчких долара) од владе Индије на основу напретка клиничких испитивања.